# You Know Me (2 Pistols)
You Know Me è il secondo singolo del rapper statunitense 2 Pistols estratto dall'album di debutto Death Before Dishonor. È stato prodotto dal team J.U.S.T.I.C.E. League e vi ha partecipato il cantante R&B Ray J.

## Informazioni
Jeremy Lemont Saunders e William Raymond Norwood, Jr. sono gli stessi autori del testo della canzone, che ha riscosso molto meno successo del singolo precedente "She Got It" (anch'esso prodotto dal team di beatmaker J.U.S.T.I.C.E. League), non essendo riuscita a classificarsi nemmeno tra le prime 80 posizioni della "Billboard Hot 100", quando invece "She Got It" aveva raggiunto la posizione n.24 all'interno di tale classifica.

## Videoclip
Il videoclip della canzone ha fatto il suo ingresso nella classifica "106 & Park" dell'emittente televisiva via cavo "BET" il 17 giugno 2008 ed è stato diretto da Rage.
2 Pistols e Ray J eseguono il brano principalmente davanti a una lussuosa automobile di colore blu scuro con i fari accessi, mentre nell'aria è in corso un continuo gioco di luci e ombre. In altre scene, eseguono il brano mentre viaggiano a bordo della stessa macchina e nella scena finale, 2 Pistols fa salire nella macchina con lui una ragazza che va a prendere a casa sua. Il team di produttori J.U.S.T.I.C.E. League fa un'apparizione nel video.

## Classifica
| Chart (2008)                                    | Posizione massima |
| ----------------------------------------------- | ----------------- |
| Stati Uniti d'America Billboard Rhythmic Top 40 | 38                |